# Elisa Daupeux
 (septembre 2024).
Elisa Daupeux, née le 9 mars 2001 à Issoire, est une arbitre française de football de haut niveau.

## Biographie
Elisa Daupeux grandit à Saint-Babel dans le Puy de Dôme avec ses parents et son frère aîné. A 7 ans, elle commence le football au sein de l’équipe mixte du Football Club Sauxillanges St Babel Brenat où évolue également son père, son oncle et son frère. A 10 ans, elle doit arrêter le foot pour raisons médicales.
A 13 ans, elle décide de reprendre le football. Atteinte par la limite d’âge pour jouer en équipe mixte, elle ne parvient pas à trouver un club de football féminin près de chez elle. Son frère, alors élève de la section football du collège Les Prés à Issoire, lui apprend qu’elle peut devenir arbitre. Avec l’accord de ses parents, elle s'inscrit à la formation organisée par le District du Puy de Dôme.
Elle commence la formation en novembre 2014, obtient son examen en janvier 2015, après avoir arbitré son premier match opposant l’US Bassin Minier à l’ES St Germinoise.
Lors de la saison 2017/2018, elle est promue « Jeune Arbitre de Ligue » au sein de la Ligue Auvergne-Rhône-Alpes de football.
Lors de la saison 2019/2020, elle est nommée « Jeune Arbitre de la Fédération » ce qui lui permet d’officier sur des matchs de championnats nationaux U17 et U19.
En juillet 2022, les dirigeants de la Fédération française de football lui proposent de passer une épreuve sur titre. Elle la réussit, rejoint la « filière féminine » et peut officier en D2 féminines. Elle arbitre également des matchs de football masculin en championnat Seniors Régional 1.
Au cours de la saison 2022/2023, les dirigeants de la FFF lui proposent de passer à nouveau un concours sur titre pour accéder à la D1 féminines. Elle réussit l’examen, et bénéficie d’une promotion accélérée ; elle devient en janvier 2023 arbitre « Fédérale féminine 1 ». Les dirigeants de la FFF l'autorisent également à arbitrer des matchs de football masculin du championnat de National 3.
Le 9 mars 2024, elle dirige la demi-finale de la Coupe de France Féminine (victoire du FC Fleury 91 sur l'OL). Le 4 mai 2024, elle est 4ème arbitre lors de la finale de cette même compétition, opposant le FC Fleury 91 au Paris Saint Germain.
Elisa Daupeux étudie en Staps à l'Université Clermont-Auvergne, où elle suit également l'option arbitrage proposée par le Perf arbitrage. Titulaire d’une licence « Entrainement sportif », elle est, en parallèle de sa carrière d’arbitre, préparatrice physique au sein de l’Union sportive issoirienne rugby.